# 高橋謙介
高橋 謙介（たかはし けんすけ、1978年5月30日 - ）は、兵庫県出身の元陸上競技選手。専門は長距離種目。報徳学園高校、順天堂大学出身。トヨタ自動車に所属した。

## 経歴

### 学生時代
報徳学園高校時代は全国高校駅伝に2回出場。1年時の第45回大会では4区区間2位でチームの3位入賞に貢献。3年時の第47回大会で1区区間4位（日本人3位）と流れを作り、チームを優勝に導く。
順天堂大学進学後はエースとして頭角を現し、箱根駅伝では1年9区―2年9区―3年2区―4年9区と4年連続出場。2年時の第75回大会では自ら区間新記録（1時間09分17秒）の快走で駒澤大学を逆転し総合優勝。3年時の第76回大会ではライバル駒澤大学のエースで同郷の1年後輩にあたる神屋伸行と23kmに渡る激しい競り合い（ともに1時間08分51秒で区間2位）を演じ、チームは総合2位。主将を務めた4年時の第77回大会では駒澤大学の高橋正仁に10km以上に渡る併走の末逆転を許すも自身も区間3位、トップと17秒差でタスキをつなぎ、チームも優勝している。
そのほか出雲駅伝・全日本大学駅伝も4年連続出場。3年時の出雲駅伝6区、4年時の全日本大学駅伝8区で区間賞を獲得。4年時の出雲駅伝を含め、3度アンカーとして優勝のゴールテープを切っている。2年時には日本学生ハーフマラソンで優勝し、1999年のユニバーシアードハーフマラソン代表にも選ばれた。

### 実業団時代
トヨタ自動車入社後は大学の先輩で、自身が大学2年時に区間新記録を樹立した9区の前区間記録保持者でもある浜野健とともに主力として活躍。全日本実業団駅伝には7回出場したが、そのうち5回で準エース区間とされる5区を務め、区間一桁順位を3回記録している。
2007年の第61回福岡国際マラソンでは日本人4番手の6位（2時間11分52秒）。
2009年3月の東京マラソンでは2時間11分25秒の自己ベストをマークし、日本人選手中2位、全体3位でゴール。同年8月にドイツのベルリンで行われる世界陸上マラソン代表の補欠代表となった。
2009年9月に行われたベルリンマラソンでは、2時間13分00秒の9位に終わった。
2011年度をもって、浜野とともにトヨタ自動車陸上長距離部を退部した。
トヨタ自動車退部後も各地の大会に出場しており、2012年の神戸マラソンでは2時間21分13秒で優勝、2013年のしまだ大井川マラソンでも2時間21分15秒で優勝している。

### レーススタイル
駅伝で数人の集団になると一人がペースメーカーになるのを嫌い、自分と相手が交代で集団を引っ張るように仕向けるというスタイルを持つ。

## 自己ベスト
5000m：13分46秒92（2002年 ゴールデンゲームズinのべおか）
10000m：28分36秒60（2008年 静岡県長距離記録会）
10マイル：46分35秒（2002年 熊本甲佐10マイル公認ロードレース）
ハーフマラソン：1時間01分54秒（2005年 名古屋ハーフマラソン）
マラソン：2時間11分25秒（2009年 東京マラソン）